# Karel Šroubek (podnikatel)
Karel Šroubek (25. března 1880 Nučice u Prahy – 22. května 1955 Praha) byl český podnikatel, restauratér a hoteliér vlastnící a provozující Restaurant Šroubek na pražském Václavském náměstí, posléze pak nedaleký Hotel Šroubek (pozdější Grand hotel Evropa), který ve své době dosáhl mimořádného ubytovacího i kulinářského věhlasu v tehdejším Československu i v zahraničí.

## Život

### Mládí
Narodil se v Nučicích nedaleko Berouna na západ od Prahy do nemajetné rodiny Antonína a Anny Šroubkových. Vyučil se číšníkem a následně se přesunul do Prahy. Dlouhou dobu pracoval jako číšník, posléze pak vrchní číšník v Piskáčkově restauraci. Roku 1905 se zde oženil s Vilémou Fialovou (* 1874) z Ústí nad Orlicí a založil rodinu, roku 1909 mu zde byla zřízena domovská přihláška.

### Podnikání
Vypracoval se k jistému jmění a v únoru roku 1909 si na rohu Václavského náměstí a pozdější Opletalovy ulice otevřel Restaurant Šroubek (dříve Restaurant Praus), rozsáhlý luxusní podnik, který osobně řídil. V tehdejším tisku byl jeho podnik inzerován jako nejmodernější restaurace v Praze, s bohatým sortimentem na denním menu. Šroubek byl jako kulinářský nadšenec sběratelem kulinářských receptů a rovněž je roku 1911 knižně vydal. Podnikal také v hoteliérství a roku 1920 inicioval vznik Svazu hoteliérů a podílel se též na vydávání časopisu Hoteliér.

### Hotel Šroubek

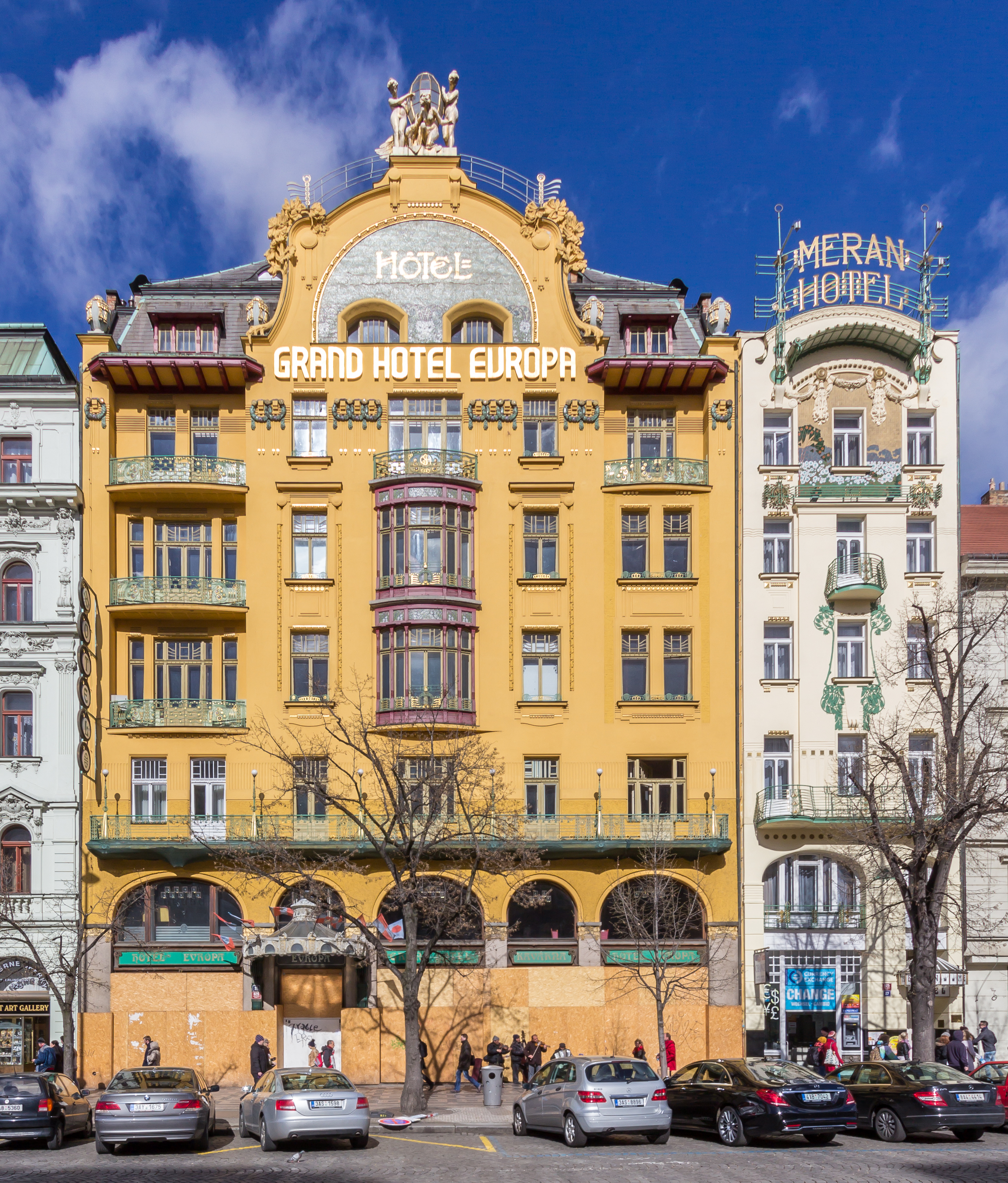
Grand Hotel Evropa, někdejší Hotel Šroubek, na Václavském náměstí v Praze

Roku 1924 pak zakoupil někdejší hotel U Arcivévody Štěpána, architektonicky jeden z nejhonosnějších hotelů v Praze, přestavěný v letech 1903 až 1905 ve stylu geometrické secese Bedřichem Bendelmayerem, Aloisem Dryákem, Bohumilem Hypšmanem a Janem Letzelem, který byl následně přejmenován na hotel Šroubek. V rámci období První republiky se hotel stal vyhlášeným po celém Československu i v Evropě: díky své poloze, vybavení či kulinářského standardu, na který Šroubek osobně dohlížel. V rámci svého podnikání uvedl celou řadu reklamních a marketingových novinek, které byly v čs. prostředí ojedinělé. Osobně navrhl hotelové logo, hotel měl také svou vlastní vlajku, propagoval své dodavatele, modernizoval personální řízení hotelu a založil vlastní učňovské středisko. Ve svém oboru platil za mimořádně uznávaného odborníka.
Za doby jeho působení zde pobýval mj. americký politik, starosta města Chicago a Čechoameričan Antonín Čermák při svém pobytu v Praze, Šroubkův osobní přítel Vlasta Burian či prezident republiky T. G. Masaryk. Roku 1939 zde byl ubytován Nicolas Winton, který odsud s počínající německou okupací Čech, Moravy a Slezska koordinoval dopravu dětí židovského původu do Spojeného království.

### Po roce 1948
Po převzetí moci ve státě komunistickou stranou v Československu v únoru 1948 byl hotel v roce 1951 znárodněn a přejmenován Grand hotel Evropa, od této doby pak chátral a jeho prestiž zmizela. Šroubek přišel i o většinu svého soukromého majetku, jeho potomci emigrovali do Kanady.

### Úmrtí
Zemřel 22. května 1955 v Praze ve věku 75 let.
Po roce 1989 byl Grand hotel Evropa restituován.

## Dílo (výběr)
- Jak se vaří u Šroubka? (1911)